# Rave Architekten
Rave Architekten ist ein Architekturbüro, das seit 1962 in Berlin besteht. 

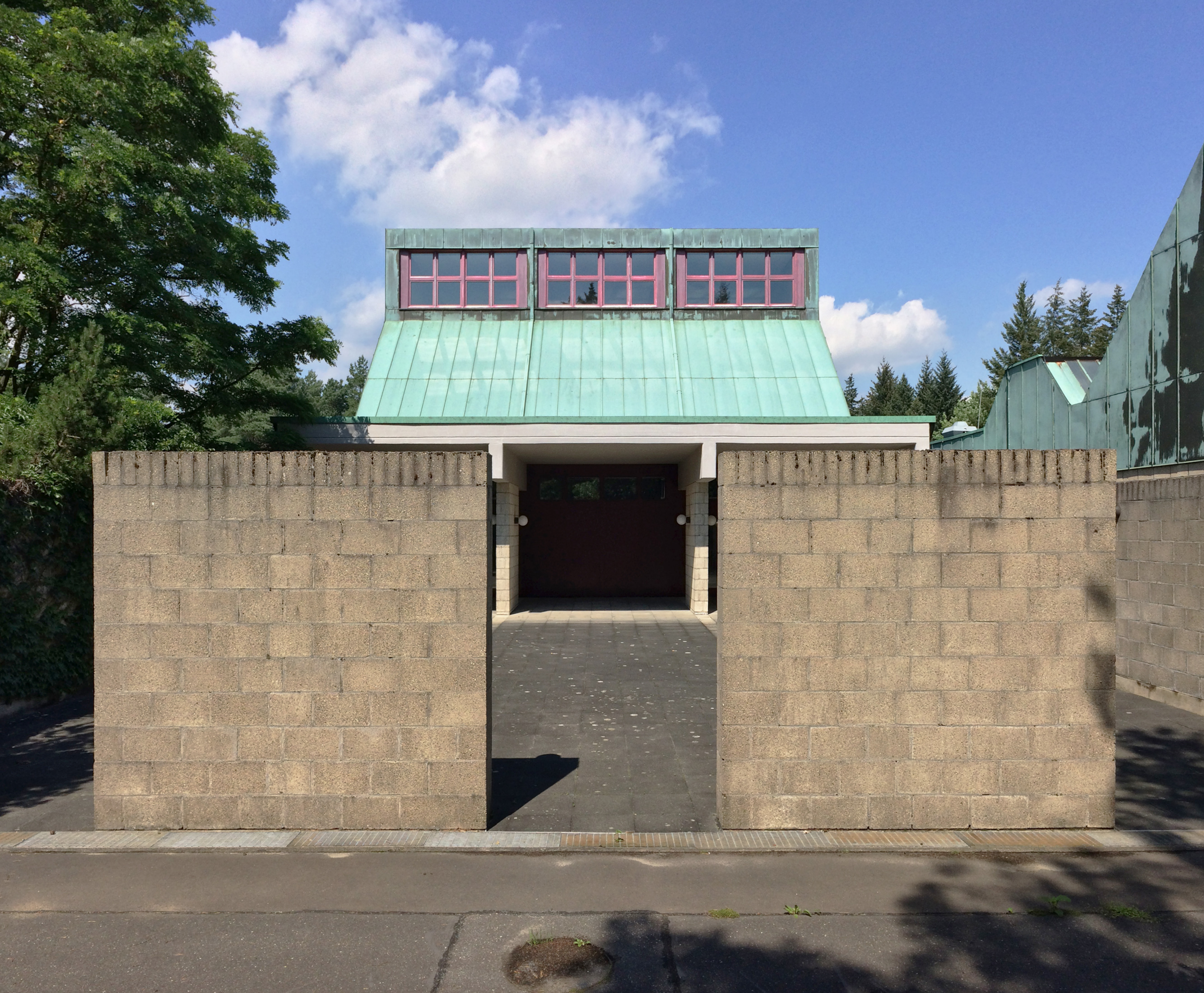
Krematorium Ruhleben

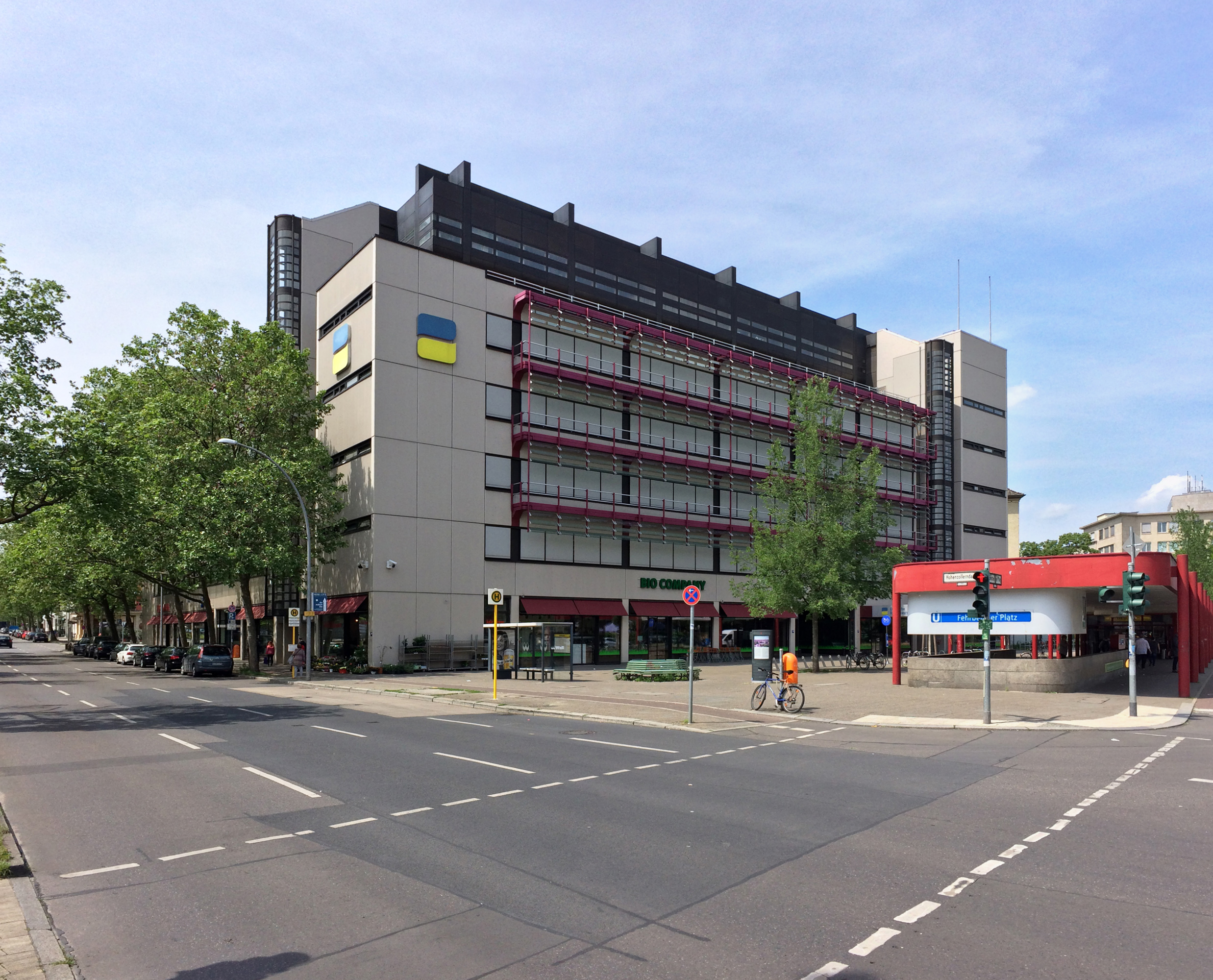
BfA, Fehrbelliner Platz

## Geschichte
Gegründet wurde Rave Architekten 1962, nachdem die Brüder Jan und Rolf Rave den Architekturwettbewerb für das Krematorium Ruhleben gewonnen hatten. Die Ausführung dieses Entwurfs wurde erst 1972 begonnen und 1975 abgeschlossen. Zu den Angestellten im Laufe der Jahre gehörten unter anderem: Hans-Joachim Knöfel, Uwe Böhm, Dieter Meisl, Ulf Klare, Bernd Reinecke, Johann-Heinrich Olbrisch, Kristin Ammann und Harald Schöning.

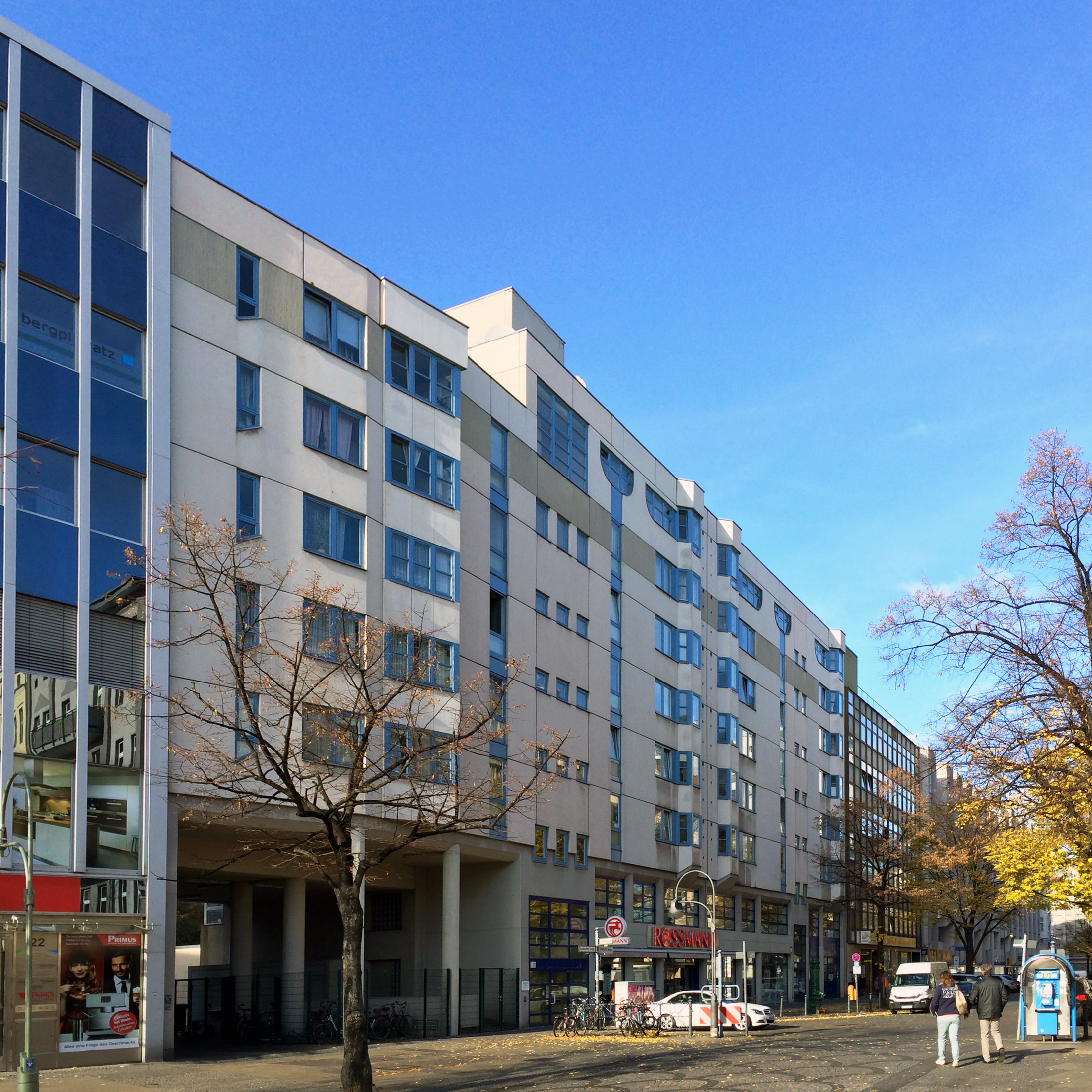
Wohn- und Geschäftshaus Ansbacher Straße

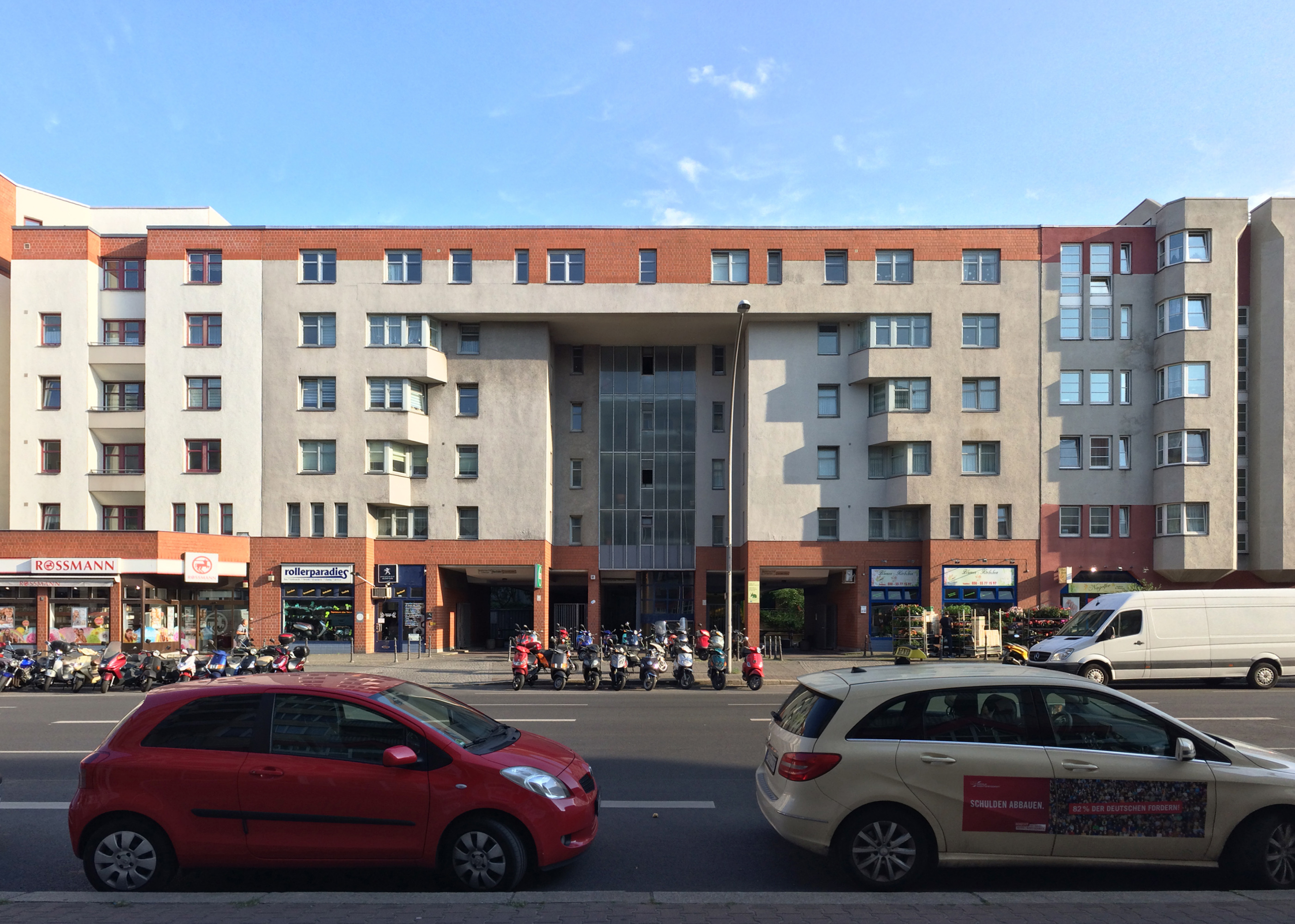
Wohnbebauung Spandauer Damm

In den 1960er und 1970er Jahren plante und realisierte das Büro Rave Architekten eine große Anzahl von Gebäuden in Berlin. Im Rahmen der Internationalen Bauausstellung IBA 87 in Berlin waren Raves die ausführenden Kontaktarchitekten für den Bau von Wilhelm Holzbauer in Berlin-Kreuzberg. 1990 kam Roosje Rave (geb. Stamm) als Partnerin zu Rave Architekten hinzu. 2001 zog sich Jan Rave aus dem Büro zurück. Werkliste zu Rave Architekten im Buch von Wolfgang Schäche, 2010.

## Bauten (Auswahl)

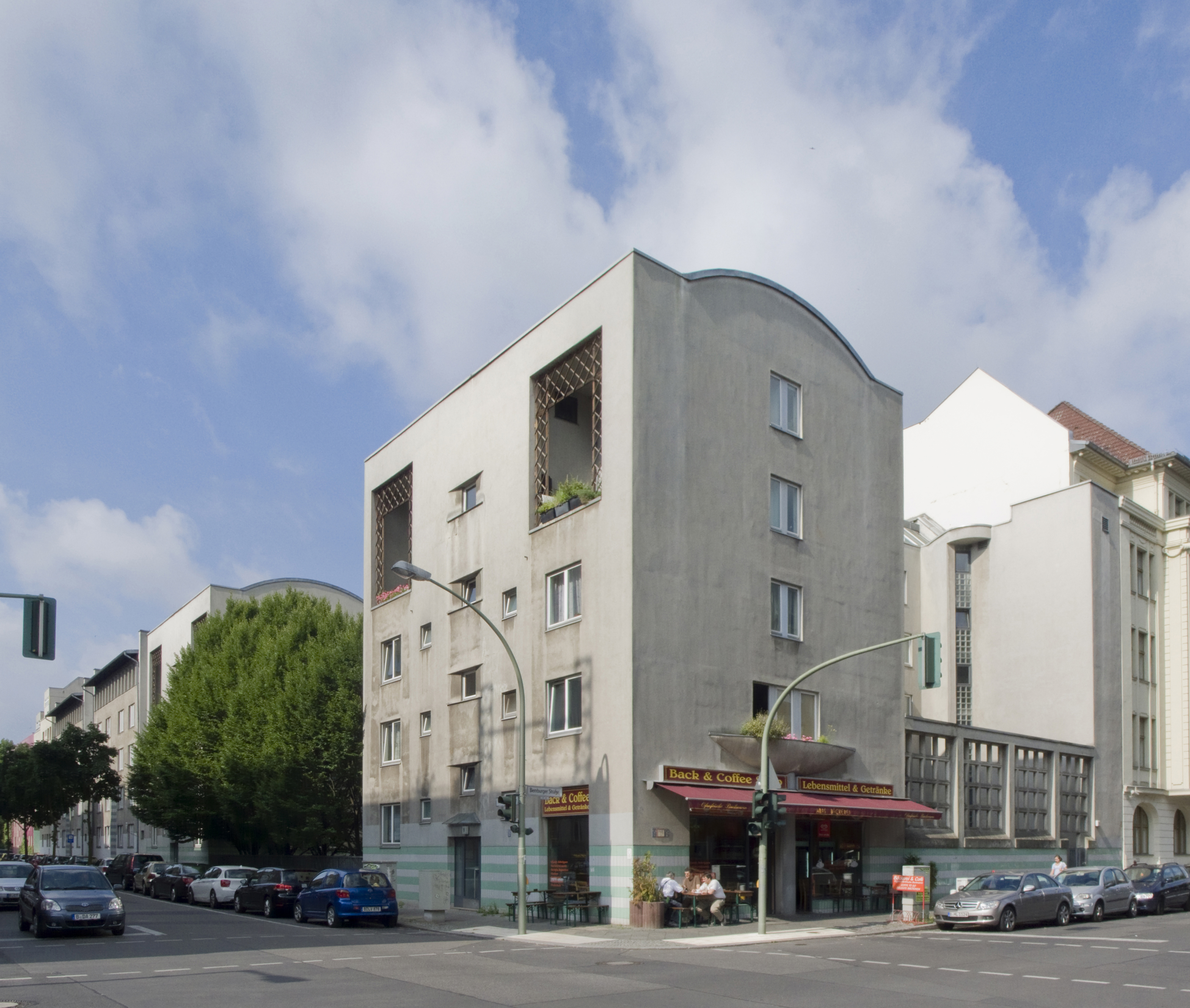
Wohnhaus, Bernburger Straße/Dessauer Straße

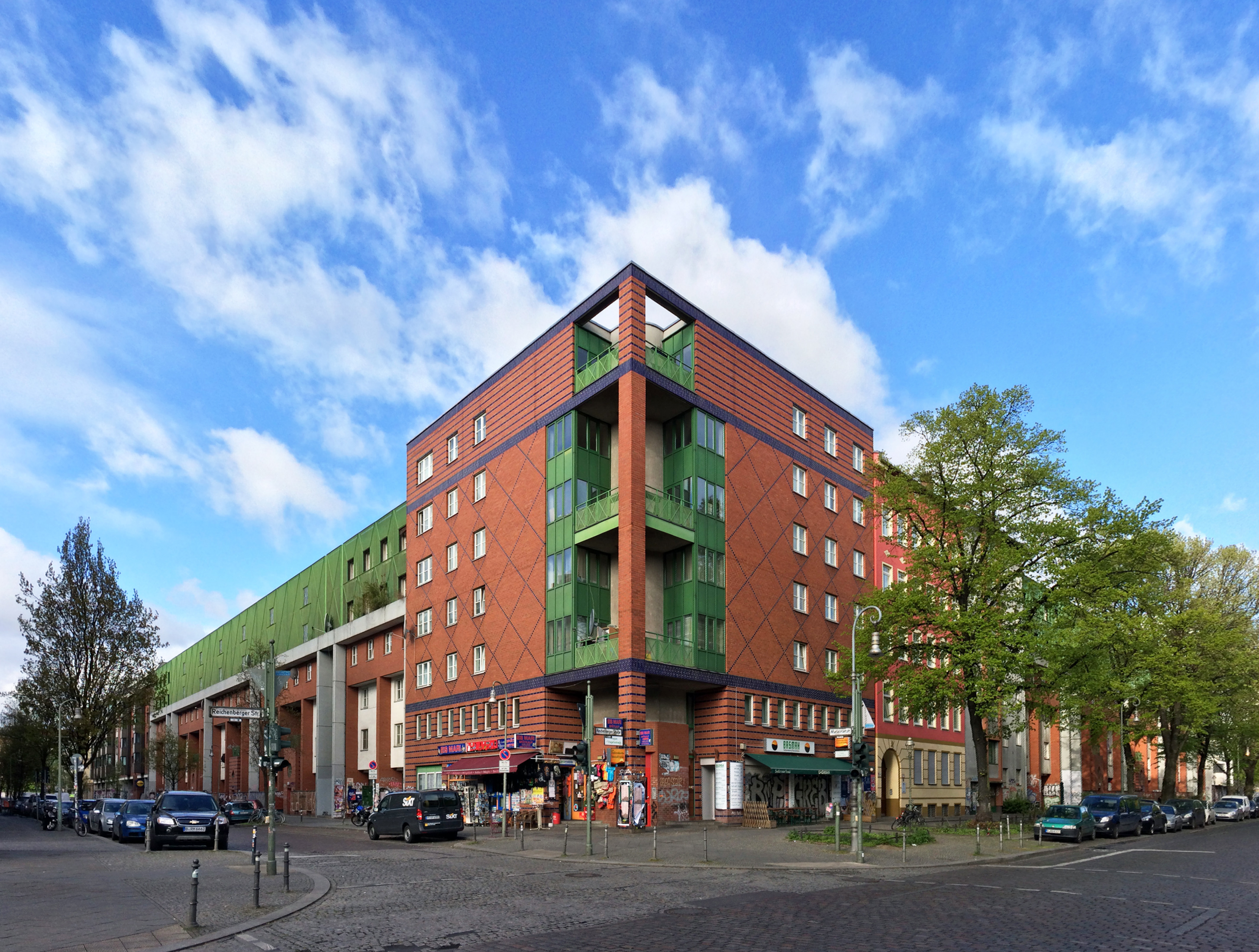
Wohnbebauung Block 88

### Jan und Rolf Rave
- 1964–1966: Jugendfreizeitheim Tietzstraße, Berlin-Borsigwalde[4]
- 1964–1968: Wohnbebauung Zabel-Krüger-Damm, Schwarzwaldsiedlung, Berlin-Waidmannslust
- 1965–1973: Stadterneuerung Wedding, Ackerstraße – Gartenstraße – Gartenplatz – Feldstraße, Berlin-Gesundbrunnen
- 1965–1970: Wohnanlage Titusweg, Berlin-Reinickendorf
- 1967–1974: Wohnanlage Koenigsallee, Berlin-Grunewald
- 1967–1972: Terrassenhäuser am Teufelsberg, Berlin-Charlottenburg
- 1968–1972: Wohnbebauung Schwarzwaldsiedlung, Berlin-Waidmannslust
- 1969–1971: Haus Plettner, Scharfe Lanke, Berlin-Spandau
- 1969–1972: Haus Am Wilden Eber an der Eschenallee, Berlin-Dahlem
- 1970: Erweiterungsbau der Landeszentralbank Berlin, Leibnizstraße, Berlin-Charlottenburg, Abriss 1999
- 1970–1972: Wohnanlage Eichenallee 26–28, Berlin-Westend
- 1970–1973: Bundesversicherungsanstalt für Angestellte (BfA), Fehrbelliner Platz, Berlin-Wilmersdorf
- 1971–1973: Wohnanlage Halm-/Stormstraße, Berlin-Westend
- 1971–1974: Wohnhaus Carmerstraße, Berlin-Charlottenburg
- 1972–1975: Krematorium Ruhleben, Berlin-Westend
- 1972–1977: Wohn- und Geschäftshaus, Kurfürstendamm/Brandenburgische Straße, Berlin-Wilmersdorf
- 1974–1977, Umbau und Erweiterung des Gebäudes der Berliner Sparkasse in der Hardenbergstraße, Altbau von Gerhard Siegmann und Hans Wolff-Grohmann, Berlin-Charlottenburg
- 1975–1981: Reihenhaus-Siedlung für die Neue Heimat, Berlin-Kladow
- 1976–1979: Wohn- und Geschäftshaus Ansbacher Straße, Berlin-Schöneberg
- 1976–1979: Umbau Wohnhaus Christ-/Sophie-Charlotten-Straße, Sanierungsgebiet Klausenerplatz, Berlin-Charlottenburg
- 1977–1986: Mehrere Wohnhäuser am Spandauer Damm, Sanierungsgebiet Klausenerplatz, Berlin-Charlottenburg
- 1979–1984: Umbau und Modernisierung des Rathauses Schöneberg
- 1979–1985: Bearbeitung des Block 88 in Berlin-Kreuzberg, Wohnbebauung Reichenberger Straße/Mariannenstraße, gemeinsam mit Wilhelm Holzbauer aus Wien
- 1979–1986: Technisches Zentrum der Berliner Sparkasse, Bundesallee/Badensche Straße, Berlin-Wilmersdorf
- 1980–1983: Wohnbebauung mit Tiefgarage, Graefestraße, Berlin-Kreuzberg
- 1980–1984: Wohnbebauung Brunnen-/Ramlerstraße, Berlin-Gesundbrunnen
- 1980–1984: Behinderten-Wohnanlage, Buschkrugallee, Berlin-Britz
- 1981–1984: Wohnbebauung Rügener/Brunnenstraße, Berlin-Gesundbrunnen
- 1982–1987: Wohnhaus, Bernburger/Dessauer Straße, Berlin-Kreuzberg
- 1982–1989: Gemeindehaus und Wohnhaus am Viktoria-Luise-Platz, Berlin-Schöneberg
- 1986–1990: Apartmenthaus Mehringdamm, Berlin-Kreuzberg
- 1987–1990: Mehrfamilienhaus Brahmsstraße, Berlin-Lichterfelde
- 1987–1995: Verwaltungsgebäude der Berliner Landesbank, Prinzregentenstraße, Berlin-Wilmersdorf

### Jan, Rolf und Roosje Rave

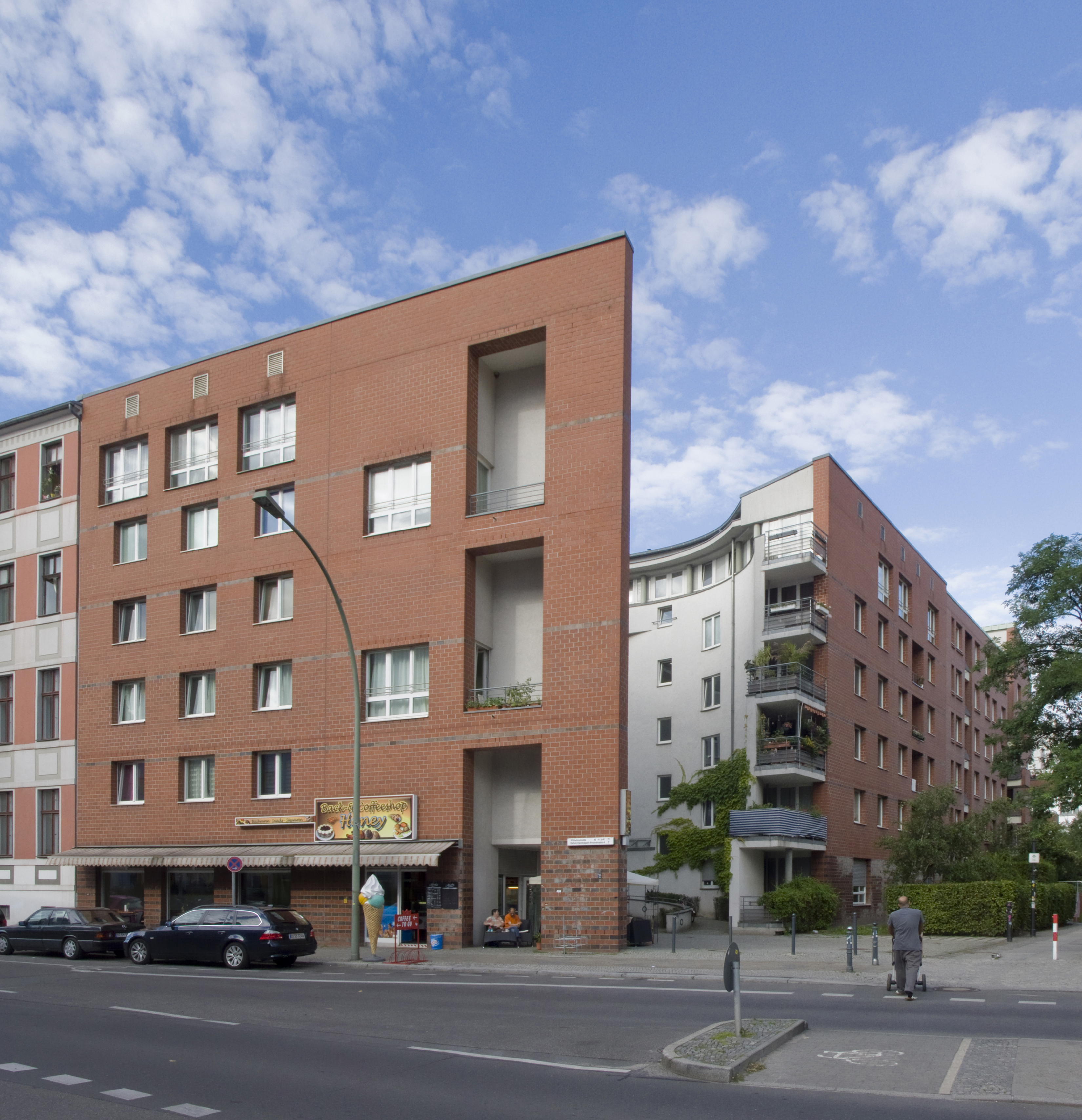
Rundhofhaus Wilhelmstraße

- 1990: Apartmenthaus Mehringdamm, Berlin-Kreuzberg
- 1990: Mehrfamilienhaus Brahmsstraße, Berlin-Lichterfelde
- 1990er Jahre: Wohn- und Geschäftshaus Schwedenstraße Ecke Exerzierstraße, Berlin-Gesundbrunnen
- 1990–1993: Wohn- und Geschäftshaus Uhlandstraße 181–183, Berlin-Charlottenburg[5]
- 1993: Umbau des ehemaligen Preußischen Landtags zum Neuen Berliner Abgeordnetenhaus, Niederkirchnerstraße 5, Berlin-Mitte[2]
- 1994: Rundhofhaus, Block 20, Wilhelmstraße 10/11, Berlin-Kreuzberg, 1994 (Projekt der IBA 1987)[2]
- 1994–1996: Penck-Hotel Maxstraße/Ostra-Allee, Dresden
- 1995: Umbau und Erweiterung des Persius-Getreidespeichers, Nachnutzung für Hotel und Büros, Potsdam
- 1996: Wohnen am Ballonplatz, Karow-Nord, Berlin-Weißensee
- 1997: Museum für Islamische Kunst, Staatl. Museen Preußischer Kulturbesitz, Berlin
- 1997: Gebäude der Fließ- und Stillgewässer-Simulationsanlage, Institut für Wasser-, Boden- und Lufthygiene, Berlin-Marienfelde

### Rolf und Roosje Rave
- 2003: Turniergarderobe-Gebäude des Tennisclub 1899 Blau Weiß, Berlin-Grunewald